# Fotocamera frontale

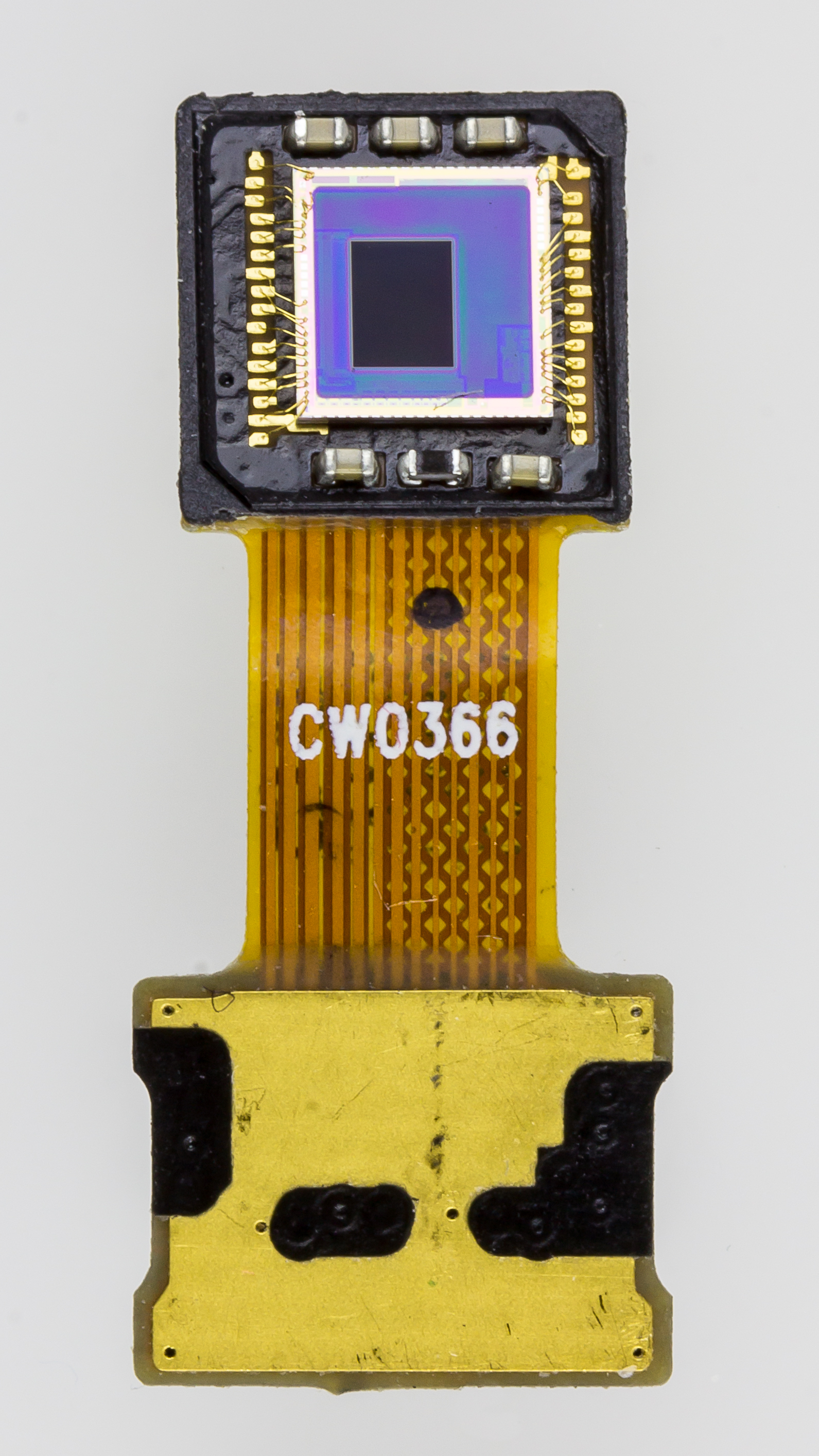
Fotocamera frontale LG Optimus L7 II

La fotocamera frontale è solitamente una foto-videocamera in miniatura con funzioni semplificate, installata sui dispositivi con monitor, come telefoni cellulari, smartphone, tablet e vari dispositivi mobili simili, ma anche sui monitor di PC portatili e fissi o schermi di TV interattive, posizionate in modo da riprendere l'utente del display.
Ciò permette di scattare autoritratti fotografici e selfie o fare videochiamate guardando il display del dispositivo, che di solito mostra un'anteprima dal vivo dell'immagine ripresa. Le fotocamere frontali sono quindi un importante sviluppo per la videotelefonia e applicazioni simili legate a internet e socials.

## Storia
Diversi telefoni cellulari rilasciati alla fine del 2003 avevano già introdotto fotocamere frontali, tra cui ad esempio il Sony Ericsson Z1010 e il Motorola A835. E poi seguirono molti altri.
Il primo Windows phone con fotocamera frontale è HTC touch 2 risalente al terzo trimestre del 2009.
Il primo smartphone Android è il Samsung Galaxy I7500 risalente al marzo del 2010, seguito dal iPhone 4 della Apple con sistema IOS, presentato nel giugno dello stesso anno.